# Dimitris Papadopoulos (baloncestista)
Dimitris Papadopoulos, en griego: Δημήτρης Παπαδόπουλος , (nacido el 15 de agosto de 1966 en Salónica, Grecia) es un exjugador  griego de baloncesto. Con 2.02 de estatura, jugaba en el puesto de alero. 

## Trayectoria
- 1985-1994 Iraklis BC
- 1995-1996 AEK Atenas BC
- 1996-1997 Iraklis BC
- 1997-1999 AEK Atenas BC